# Гонсало Менендес Парк
Гонсало Менендес Парк (англ. Gonzalo Menéndez Park) — гватемальський науковець та політик. Міністр закордонних справ Гватемали (1991—1993). Член Ради директорів Електричної компанії Гватемали та Національного інституту електрифікації.

## Життєпис
У 1962 році закінчив Вищу школу автономного університету Кармен, Мексика. У 1971 році юридичний факультет Університету Рафаеля Ландівара в Гватемалі, адвокатура та нотаріат. Окрім того, він брав участь у кількох конгресах, курсах та семінарах, які проводяться різними національними та міжнародними установами, отримуючи дипломи з міжнародних відносин, інтелектуальної власності, судових суперечок щодо інтелектуальної власності, фінансового права, реєстрації та захисту патентів та фармацевтичної продукції.
В рамках своєї професійної практики він був членом правління кількох компаній, і в даний час є членом ради директорів Grupo Camino Real, найбільшої готельної мережі в Гватемалі.
Так само він є одним із найвідоміших юристів у сфері інтелектуальної власності в країні, в рамках якого він порушив декілька судових справ для захисту відомих міжнародних брендів. Протягом своєї професійної кар'єри він обіймав посаду професора в Університеті Рафаеля Ландівара та радника Міністерства охорони здоров'я.
Член Адвокатської асоціації Гватемали, Інституту комерційного права (Гватемала), Міжнародної асоціації товарних знаків (INTA), Гватемальського інституту нотаріального права.